# El Limón, San Mateo Yucutindoo
El Limón är en ort i Mexiko.   Den ligger i kommunen San Mateo Yucutindoo och delstaten Oaxaca, i den sydöstra delen av landet, 300 km sydost om huvudstaden Mexico City. El Limón ligger 1 260 meter över havet och antalet invånare är 247.
Terrängen runt El Limón är bergig västerut, men österut är den kuperad. Runt El Limón är det glesbefolkat, med 13 invånare per kvadratkilometer. Närmaste större samhälle är Piedra del Tambor, 8,9 km sydväst om El Limón. I omgivningarna runt El Limón växer huvudsakligen savannskog.